# Hospital presbiteriano de Nueva York
El Hospital Presbiteriano de Nueva York (NewYork–Presbyterian Hospital) es un destacado hospital universitario. Está asociado a dos instituciones médicas de la Ivy League: el College de médicos y cirujanos de la Universidad de Columbia (Columbia University College of Physicians and Surgeons) y el Centro Médico Weill Cornell de la Universidad Cornell. Fue fundado en 1868.
El hospital se compone de tres centros médicos: el Centro Médico de la Universidad de Columbia, el Centro Médico Weill Cornell y el Hospital Allen. Está considerado el sexto de los Estados Unidos por la revista especializada U.S. News and World Report.
En este hospital se produjo, en 1987 el fallecimiento de Andy Warhol.
En 1994 se produjo el fallecimiento de Richard Nixon, 37.º presidente de los Estados Unidos.